# Хлорацетофенон
Хлорацетофено́н (CN, Лити́н, Орли́т, Вещество́ № 34, Р-14) {\displaystyle {\ce {C6H5COCH2Cl}}} — боевое отравляющее вещество из группы лакриматоров — слезоточивых веществ (ОВ раздражающего действия). Полицейское средство для разгона демонстрантов, захвата преступников и пр.; средство самообороны. В настоящее время из-за высокой токсичности постепенно вытесняется другими ирритантами — CS, CR, OC, PAVA.
Хлорацетофенон запрещен для применения в качестве боевого отравляющего вещества в соответствии с международным правом по Женевскому протоколу, который был подтверждеён Генеральной Ассамблеей ООН в 1969 году по результатам его использования во время войны во Вьетнаме.

## Синонимы
Армейские коды: CN (амер.), O-Salz (нем.), CAP (англ.), Grandite (фр.), ХАФ, «Черёмуха» (советск.).
Торговые названия: «Tear gas», Mace, Mace CN, Curb, Phaser, «Перец», «Гражданская оборона» и многие другие.
Другие химические названия:1-хлорацетофенон, 2-хлор-1-фенилэтанон, фенацилхлорид, фенилхлорметилкетон, хлорфенилметилкетон, α-хлорацетофенон.

## История
Синтезирован немецким учёным Гребе в 1871 году путем пропускания хлора в кипящий ацетофенон. В конце 1920-х годов впервые с успехом был применен французами при подавлении гражданских беспорядков в французских колониях и через несколько лет уже широко использовался полицией практически всех развитых стран.
В 1923 году правительство США финансировало масштабное исследование хлорацетофенона в Эджвудском арсенале. В годы Второй мировой войны были разработаны микропорошковые формы хлорацетофенона, обладавшие большей эффективностью и стойкостью на местности. В середине 1960-х годов на вооружение американской полиции поступил «мейс» — рецептура на основе раствора хлорацетофенона в керосине.

## Получение
Хлорацетофенон легко синтезируется путём хлорирования паров ацетофенона. Его также можно синтезировать ацилированием бензола по реакции Фриделя — Крафтса с использованием хлорацетилхлорида с катализатором из хлорида алюминия:
.

## Физико-химические свойства
Белые кристаллы с запахом цветущей черёмухи или цветущих яблонь. Технический продукт имеет окраску от соломенно-жёлтой до серой.
Нерастворим в воде, но хорошо растворяется в обычных органических растворителях — хлоралканах, сероуглероде, алифатических спиртах, эфирах, кетонах и в бензоле; в некоторых БОВ, например, иприте, хлорпикрине и хлорциане.
Термически стабилен, плавится и перегоняется без разложения. Устойчив к детонации.

## Стойкость
Несмотря на низкую летучесть, пары хлорацетофенона делают заражённую местность непреодолимой без противогаза. Растворы хлорацетофенона в зависимости от плотности заражения, местных и метеорологических условий могут быть стойкими в течение от нескольких часов до нескольких дней.
Раствор хлорацетофенона в хлорпикрине в смеси с хлороформом (рецептура CNS) в летнее время в лесу стоек в течение 2 часов, а зимой стоек даже до недели; на открытой местности летом примерно 1 час, а зимой 6 часов.

## Токсичность
По различным оценкам, хлорацетофенон в 3—10 раз более токсичный, чем CS.
| Концентрация (мг/м³) | Действие                                                                    |
| -------------------- | --------------------------------------------------------------------------- |
| 0,05—0,3             | Минимальная концентрация, вызывающая в течение 10 с лёгкое раздражение глаз |
| 0,07—0,4             | При первом же вдохе — лёгкое раздражение в носу                             |
| 0,1—0,7              | Порог восприятия запаха                                                     |
| 1,9                  | Концентрация, достаточная, чтобы разбудить спящего человека                 |
| 20—50                | ICt50 — концентрация, выводящая из строя 50 % испытуемых (мг·мин/м³)        |
| 7 000                | LCt50 — средняя смертельная концентрация (чистый аэрозоль, мг·мин/м³)       |
| 14 000               | LCt50 — средняя смертельная концентрация (гранаты, мг·мин/м³)               |

## Клиника отравления
Хлорацетофенон — типичный лакриматор, раздражение дыхательных путей выражено гораздо слабее, чем при поражении
хлорбензальмалондинитрил (CS) и олеорезин капсикум (ОС). Начало действия — через 0,5—2 минуты. Продолжительность раздражающего действия — 5—30 минут. Симптомы постепенно исчезают через 1—2 часа. Нахождение в облаке хлорацетофенона более 5 минут считается опасным.
- Действие на слизистую глаз: Слезотечение и резкая боль. При попадании раствора в глаза может вызывать ожог и помутнение роговицы, ослабление зрения.
- Действие на дыхательные пути: пощипывание в носу, легкое жжение в горле, при высоких концентрациях — выделения из носа, боли в горле, возможны затрудненное дыхание, кашель.
- Действие на кожу: Раздражающее действие, напоминающее ожог с образованием волдырей. Сильнее действует на влажную кожу. Вопреки распространённому мнению, хлорацетофенон гораздо более сильный кожный ирритант, чем CS. Накожная аппликация всего 0,5 мг CN в течение 60 минут вызывает эритему у всех испытуемых (для CS — не менее 20 мг).

## Применение
- Военное применение. Наиболее эффективно применение хлорацетофенона в виде аэрозоля. Применяется в гранатах, генераторах аэрозолей (в том числе ранцевых), дымовых шашках и др.
- Применение органами правопорядка. Подразделения МВД РФ имеют в распоряжении различные виды гранат «Черёмуха», «Дрейф» и аэрозольный распылитель «Черёмуха-10М», содержащие хлорацетофенон.
- Применение гражданскими лицами. В РФ максимально разрешенное содержание хлорацетофенона в газовом баллончике — 80 мг, в газовых патронах — 100 мг[8]. Импортные образцы могут содержать до 230 мг хлорацетофенона на патрон. Цветовая маркировка патрона — голубая, синяя. В настоящее время практически полностью вытеснен с рынка средствами самообороны на основе CS, CR, OC.

## Защита от поражения
Для защиты от поражения парами или аэрозолем хлорацетофенона достаточно надеть противогаз.

## Определение
Советский войсковой прибор химической разведки (ВПХР) способен обнаруживать хлорацетофенон в концентрации 0,002—0,2 мг/л.

## Дегазация
Для дегазации применяют подогретые водно-спиртовые растворы сульфида натрия.